# Ringinanom (Parakan)
Ringinanom is een bestuurslaag in het regentschap Temanggung van de provincie Midden-Java, Indonesië. Ringinanom telt 1837 inwoners (volkstelling 2010).